# Piotr Libera
Piotr Libera (* 20. März 1951 in Szopienice) ist ein polnischer Geistlicher und emeritierter römisch-katholischer Bischof von Płock.

## Leben
Der Bischof von Kattowitz, Herbert Bednorz, spendete ihm am 15. April 1976 die Priesterweihe.
Papst Johannes Paul II. ernannte ihn am 23. November 1996 zum Titularbischof von Centuria und Weihbischof in Kattowitz. Der Papst persönlich spendete ihm am 6. Januar des nächsten Jahres die Bischofsweihe; Mitkonsekratoren waren Giovanni Battista Re, Substitut des Staatssekretariates, und Miroslav Stefan Marusyn, Sekretär der Kongregation für die orientalischen Kirchen. Als Wahlspruch wählte er Jesu, in Te confido – Deus Caritas est.
Am 2. Mai 2007 wurde er zum Bischof von Płock ernannt und am 31. Mai desselben Jahres in das Amt eingeführt.
Vom 1. Juli bis zum 31. Dezember 2019 hielt er sich auf eigenen Wunsch für ein halbes Sabbatjahr in einem Kamaldulenserkloster auf. Während dieser Zeit verwaltete der Erzbischof von Warschau, Kazimierz Kardinal Nycz, das Bistum Płock als Apostolischer Administrator.
Papst Franziskus nahm am 4. Juni 2022 seinen vorzeitigen Rücktritt an.

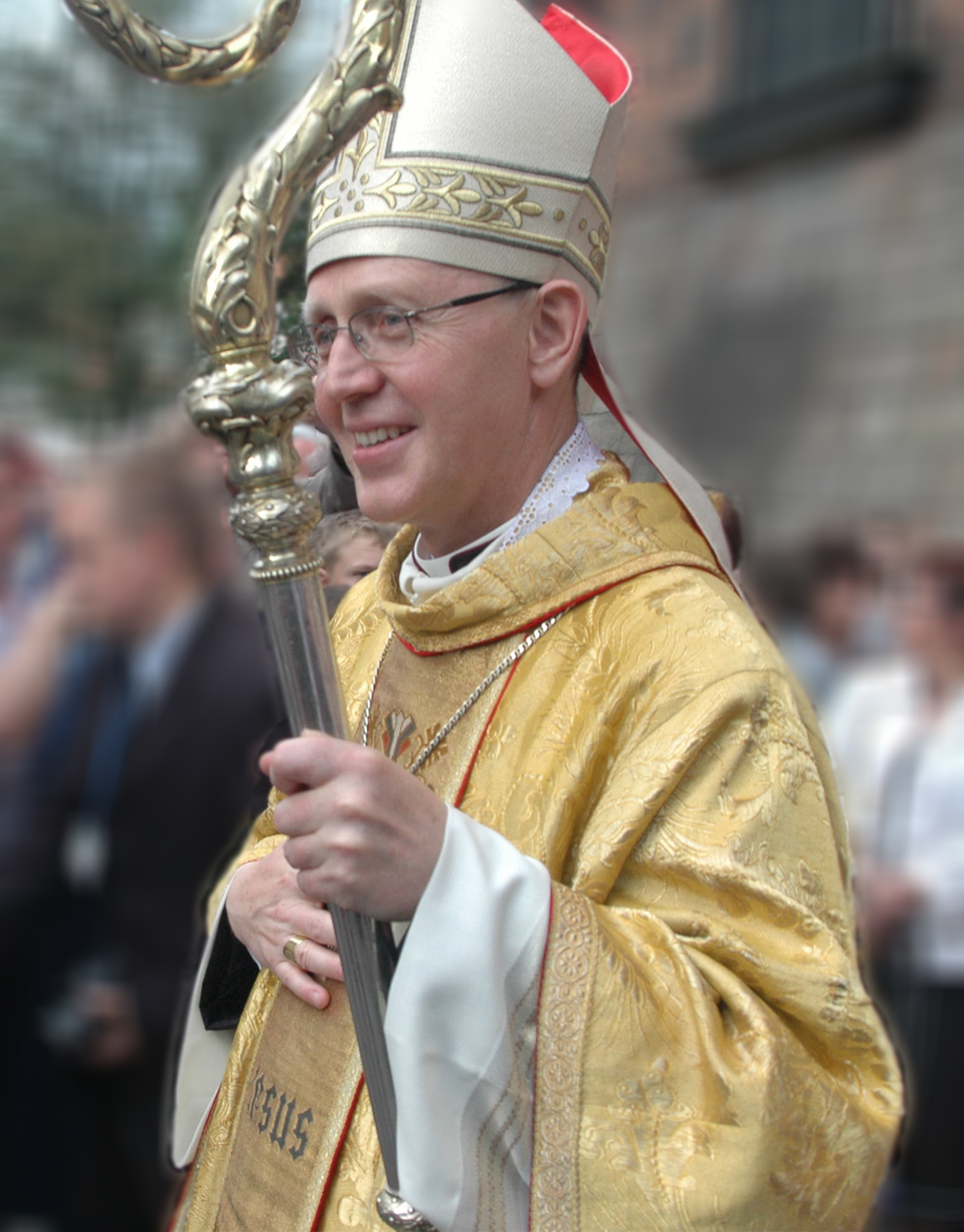
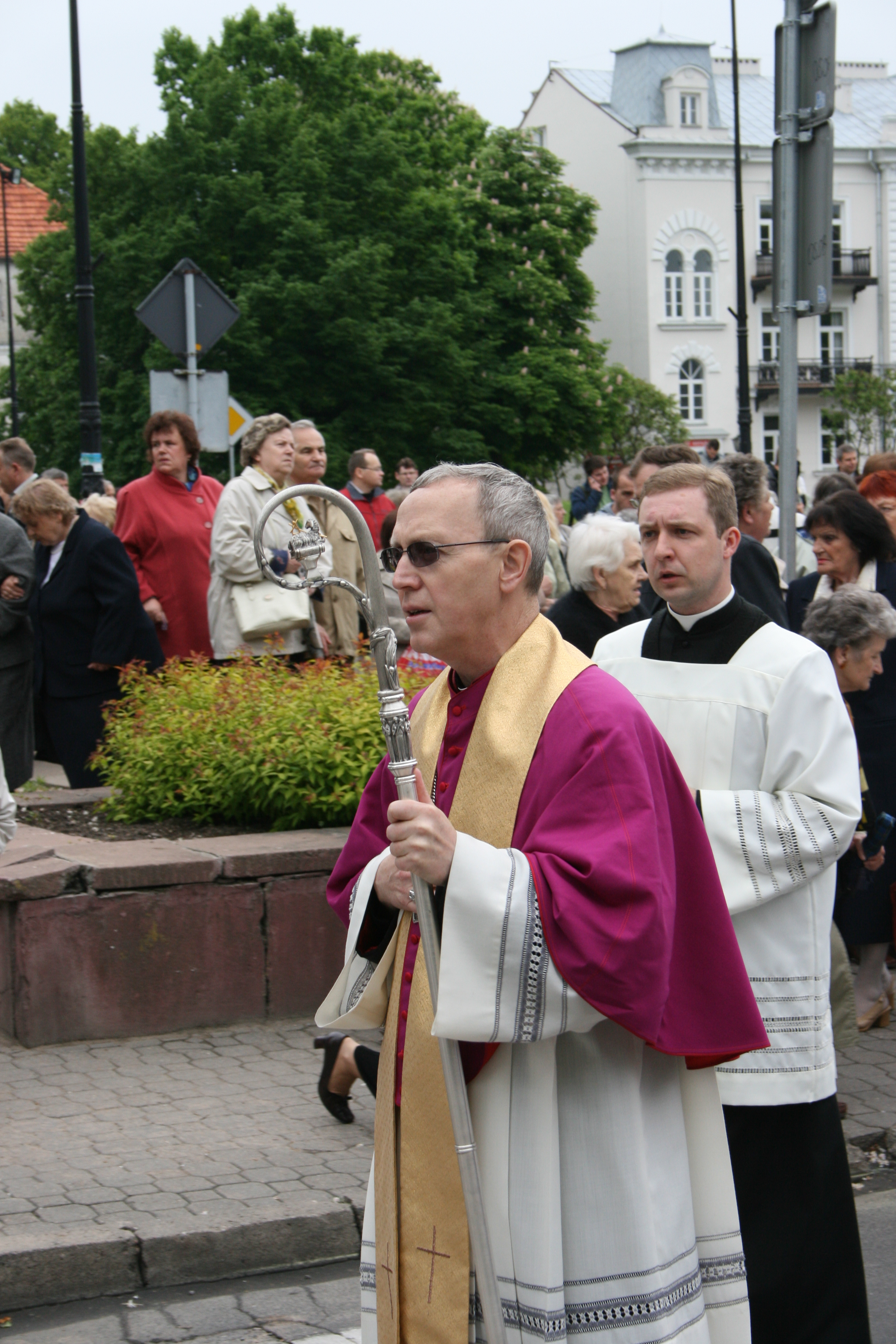
Wappen als Weihbischof in Kattowitz (1996–2007)
Wappen als Bischof von Plock (seit 2007)